# Prianto
 (février 2025).
Prianto est un distributeur à valeur ajoutée (VAD) spécialisé dans les logiciels d'entreprise. Fondée en 2009, l'entreprise opère à l'international avec des filiales en Europe, en Amérique du Nord et en Afrique. Elle s'adresse aux revendeurs de logiciels, aux intégrateurs de systèmes et aux fournisseurs de services gérés (MSP), proposant un large portefeuille de solutions IT.

## Historique

### Prianto GmbH
Prianto GmbH a été fondée en 2009 par William Geens et Oliver Roth et son siège social se trouve à Munich. Les deux autres succursales allemandes de Prianto se trouvent à Giessen et à Marl. L'activité principale de Prianto est la vente en gros de logiciels pour les applications d'entreprise. Les clients de Prianto sont généralement des revendeurs de logiciels, des maisons de systèmes (VAR), des intégrateurs de systèmes et des fournisseurs de services gérés (MSP) ; Prianto n'exploite pas d'activité directe avec les clients finaux.
En juillet 2019, la gestion des achats de Prianto est devenue la filiale Prianto Projects and Procurement Management GmbH (Prianto PPM) afin de pouvoir proposer aux partenaires des maisons de systèmes des services de gestion des achats en dehors du portefeuille de distribution habituel.
Depuis juillet 2019, la société Prianto Services GmbH propose aux clients de Prianto des services d'analyse des besoins, de planification du système, d'installation et de formation.

### Le groupe Prianto
Prianto est également présent au Royaume-Uni, en Autriche et en Suisse depuis 2011, puis dans les pays du BeNeLux en 2012, en Pologne en 2014 et en France en 2016. Des filiales pour la République tchèque, la Hongrie, la Slovaquie et les pays de l'Adriatique ont été ouvertes en 2017. Prianto est également représenté au Canada depuis 2019 et aux États-Unis depuis 2021. La même année (2021), Prianto GmbH a étendu ses activités à la Turquie. En 2022, Prianto est entré dans la région scandinave et a ouvert un site en Suède, qui couvrira le Danemark, la Finlande, la Norvège et la Suède sous le nom de « Prianto Nordics ». Depuis 2024, Prianto GmbH dispose également d'un site en Afrique du Sud.

### Prianto Projects and Procurement Management GmbH (Prianto PPM)
Depuis juillet 2019, Prianto PPM GmbH fournit aux maisons de système des logiciels non focalisés qui ne sont pas disponibles dans le portefeuille de distribution. L'offre de services Prianto PPM est exploitée de manière centralisée pour l'Europe depuis l'Allemagne.

### Prianto Services GmbH
La société Prianto Services GmbH a été créée en tant que filiale supplémentaire pour différents services d'assistance aux revendeurs en rapport avec des produits logiciels complexes. Elle propose des services d'analyse des besoins, de planification du système, d'installation et de formation. Pour ce faire, Prianto Services GmbH s'appuie sur une équipe de spécialistes qui assistent les clients des maisons de système dans la conception des infrastructures ainsi que dans le choix, l'installation et l'exploitation des produits logiciels.

### Croissance et acquisitions
Le 1er avril 2012, Prianto GmbH a repris Sinn GmbH, un distributeur allemand de logiciels fondé en 1996, élargissant ainsi son portefeuille, en particulier dans le domaine de l'informatique basée sur les serveurs.
En 2020, Prianto acquiert 51 % des parts de VEMI, un distributeur polonais à valeur ajoutée de solutions de sécurité informatique, afin de renforcer sa position sur le marché polonais.
Le 1er janvier 2022, le groupe Prianto reprend également la société ISPD, jusqu'alors basée à Poing.

## Liens web
- (de) Site officiel